# Arkagyij és Borisz Sztrugackij
A Sztrugackij testvérek (oroszul: Аркадий и Борис Стругацкие): Arkagyij Natanovics Sztrugackij (Batumi, 1925. augusztus 28. – Moszkva, 1991. október 12.) és Borisz Natanovics Sztrugackij (Leningrád, 1933. április 15. – Szentpétervár, 2012. november 19.) szovjet (orosz) tudományos-fantasztikus írók.

## Arkagyij Sztrugackij
Sz. Jaroszlavcev (С. Ярославцев) néven is írt.
Apja a helyi Trudovoj Adzsarisztan c. lap szerkesztője, újságíró, művészettörténész, anyja tanítónő volt. 1942 januárjában, anyjával Leningrádból a Cskalovi területen levő Tasla faluba evakuálták. 1943-ban behívták katonának, és Aktyubinszkba került katonai iskolába. 1945-től a moszkvai Idegen Nyelvek Katonai Intézetében tanult, amit 1949-ben végzett el, japán referens-fordító képesítést szerezve. Később tanító Kanszkban és japántolmács a Távol-Keleten. 1955-ben leszerelt, rövid ideig Leningrádban dolgozott fordítóként, ezután Moszkvában a Szovjet Tudományos Akadémia Össz-szövetségi Tudományos-technikai Információs Intézetben. 1957 és 1959 között a Goszlitizdat, 1960-ban a Gyetgiz szerkesztője volt. Ezután kutatóintézetben dolgozott.

## Borisz Sztrugackij
Sz. Vityickij (С. Витицкий) néven is írt.
Arkagyij öccse. 1950-ben végezte el a középiskolát, a Leningrádi Egyetem matematika–mechanika kar csillagászat szakán tanult tovább. 1955-től 1958-ig aspiráns volt a pulkovói csillagászati obszervatóriumban, 1965-ig ott is dolgozott. 2006-ban szívinfarktuson esett át.

## Delelő Univerzum
A Sztrugackij testvérek számos műve játszódik ugyanabban az elképzelt jövőben, ismertebb nevén a Noon Univerzumban. A név a sorozat első regényéből, a Noon: 22nd Century (magyarul: Ugrás a jövőbe címmel jelent meg) származik.
Arkagyij szerint nem tudatosan hozták létre a sorozatot. Inkább újra elővették a régi szereplőket és helyszíneket, mert így könnyebben tudtak dolgozni. Később egyesítették ezeket, és így írták az újabb műveket.

## Főbb műveik

### Regények
A vastagon szedett címek a Мир Полдня (»Delelő Univerzum«) ciklusba tartoznak.
- 1959. Страна багровых туч (A bíborszínű felhők bolygója, in: Robur, 1985/9–10, 1986/11)
- 1960. Путь на Амальтею (Út az Amaltheára, Galaktika, 2006–2007)
- 1961. Полдень, XXII век (Ugrás a jövőbe, 1966)
- 1962. Стажеры (Újonc a világűrben, 1965)
- 1964. Трудно быть богом (Nehéz istennek lenni, 1971)
- 1965. Понедельник начинается в субботу (A hétfő szombaton kezdődik, 1971, 2012)
- 1965. Хищные вещи века (A század ragadozó tárgyai, Metagalaktika 6., 1983)
- 1968. Улитка на склоне (Erdei kanyarulatnál, horhos mélyiben, avagy csigák a lejtőn, Metagalaktika 6., 1983, Nyugtalanság, Metropolis Media, 2011)[3]
- 1968. Сказка о Тройке (Mese a Trojkáról, 2013)
- 1969. Обитаемый остров (Lakott sziget, 2009)
- 1970. Отель "У Погибшего Альпиниста" (Fogadó a Halott Alpinistához, 1981)
- 1971. Малыш (A kölyök, 1977)
- 1974. Парень из преисподней (Fiú a pokolból, Metagalaktika 2., 1981, Metropolis Media, 2017)[4][5]
- 1975. Град обреченный (A kárhozott város, 2002)
- 1976. За миллиард лет до конца света (Egymilliárd évvel a világvége előtt, 1978)
- 1979. Жук в муравейнике (Bogár a hangyabolyban, Metagalaktika 6., 1983, Galaktika, 2010)
- 1985. Волны гасят ветер (A hullámok kioltják a szelet magyarul „Válaszd az életet”, 2011)
- 1986. Хромая судьба (Sánta sors, 1993)

### Kisregények, novellák
- 1957 Извне (Borisz Ivanovics Sztronszkij kalandja, in: Zsigarjov L. Ki az? – Bukarest, 1958.; Tudomány és Technika. 1959 № 78., Természet és Társadalom 1961. № 8-9 / Kívülről, Metagalaktika 6., 1983)
- 1958 Спонтанный рефлекс (Spontán reflex, Univerzum, 1959. augusztus, Galaktika 273.)
- 1959 Шесть cпичек (Hat gyufaszál/Hat szál gyufa, Univerzum, 1960. június, Metagalaktika 6., 1983)
- 1959 Испытание "СКР" (A Kifer-kísérlet, Metagalaktika 6., 1983)
- 1959 Белый конус Алаида (Az Alaida fehér kúpja, Univerzum, 1960 december)
- 1959 Забытый эксперимент (Az elfelejtett kísérlet Univerzum, 1961 április)
- 1961-1963 Далёкая радуга (Távoli Szivárvány) (in: Menekülési kísérlet, Metropolis Media, 2010)
- 1962 Попытка к бегству (Menekülési kísérlet, in: Menekülési kísérlet, Metropolis Media,) (2010)
- 1967 Второе нашествие марсиан (A marslakók második inváziója, in: A marslakók második inváziója, Táncsics Könyvkiadó, 1974)
- 1972 Пикник на обочине/Сталкер (Piknik az árokparton – in : Galaktika 11, 1974; Metagalaktika 1, 1978; Piknik a senkiföldjén, Kriterion 1985; Stalker, 1984 és 2005, Európa Könyvkiadó; Stalker – Piknik az árokparton, Galaktika Fantasztikus Könyvek, 2013)

### Különálló munkák
Arkagyij – Sz. Jaroszlavcev (C. Ярославцев) néven:
- 1974 Экспедиция в преисподнюю
- 1984 Подробности жизни Никиты Воронцова
- 1991 Дьявол среди людей

Borisz – Sz. Vityickij (С. Витицкий) néven:
- 1994 Поиск предназначения, или Двадцать седьмая теорема этики
- 2003 Бессильные мира сего

## Adaptációk
Filmek:
- 1979. Sztalker (Сталкер, rendező: Andrej Tarkovszkij), szovjet film
- 1979. Hotel a Halott Alpinistához («Hukkunud Alpinisti» hotell, r.: Grigorij Kromanov), szovjet-észt film
- 1983. Egymilliárd évvel a világvége előtt. Magyar tévéjáték. Rendező: Félix László[6]
- 1989. Nehéz istennek lenni – (Es ist nicht leicht ein Gott zu sein, r.: Peter Fleischmann), német film
- 2008. Lakott sziget (Обитаемый остров, r.: Fjodor Bondarcsuk), orosz film
- 2009. Lakott sziget 2. Az összecsapás (Обитаемый остров: Схватка, r.: Fjodor Bondarcsuk), orosz film

Borisz Sztrugackij forgatókönyve alapján: 
- 1986. A halott ember levelei (Письма мёртвого человека, r.: Konsztantyin Lopusanszkij), szovjet film

Egyéb filmek, TV-játékok:
- 1982 Чародеи (A hétfő szombaton kezdődik adaptációja, r.: Konsztantyin Bromberg), szovjet film
- 1987 Малыш (A kölyök színpadi adaptációja), szovjet
- 1988 Дни затмения (Egymilliárd évvel a világvége előtt adaptációja, r.: Alekszandr Szokulov), szovjet film
- 1990 Искушение Б. («Пять ложек эликсира» /Öt kanál elixír/ adaptációja, r.: Arkagyij Szirenko), szovjet film
- 1994 Nesmluvená setkání (A kölyök adaptációja, r.: Irena Pavlásková), cseh film
- 1996 Πριν το τελος του κοσμου /Prin to telos tou kosmou/ (Egymilliárd évvel a világvége előtt adaptációja, r.: Panagiotis Maroulis), görög film
- 2006 Гадкие лебеди (A rút hattyúk adaptációja, r.: Konsztantyin Lopusanszkij).

Videojátékok:
- 2007. S.T.A.L.K.E.R. – Shadow of Chernobyl – FPS/RPG
- 2008. S.T.A.L.K.E.R. – Clear Sky – FPS/RPG
- 2008. Hard to Be a God – Akció/RPG
- 2009-2010. S.T.A.L.K.E.R. – Call of Pripyat – FPS/RPG

## Magyar fordítások

### 1989-ig
- Újonc a világűrben; ford. Füzesi Gyula; Európa, Bp., 1965
- Ugrás a jövőbe. Fantasztikus regény; ford. Füzesi Gyula; Európa, Bp., 1966
- Nehéz istennek lenni / A hétfő szombaton kezdődik; ford. Gellért György, utószó Kuczka Péter, ill. Würtz Ádám; Kossuth, Bp., 1971 (Fantasztikus sorozat)
- A kölyök. Tudományos fantasztikus regény; ford. Apostol András, életrajz Kuczka Péter; Kozmosz Könyvek, Bp., 1977 (Kozmosz Fantasztikus Könyvek)
- Egymilliárd évvel a világvége előtt. Tudományos fantasztikus regény; ford. Földeák Iván, utószó Kuczka Péter; Kozmosz Könyvek, Bp., 1978 (Kozmosz Fantasztikus Könyvek)
- Fogadó a Halott Alpinistához. Tudományos fantasztikus regény; ford. Földeák Iván; Kozmosz Könyvek, Bp., 1981 (Kozmosz Fantasztikus Könyvek)
- Piknik az árokparton; ford. Földeák Iván; Európa, Bp., 1984
- Válaszd az életet; ford. Földeák Iván; Móra, Bp., 1989 (Galaktika Fantasztikus Könyvek)

### 1990 után
- Sánta sors; ford. Földeák Iván; Móra, Bp., 1993 (Galaktika Fantasztikus Könyvek)
- A kárhozott város; ford. Weisz Györgyi; Magyar Könyvklub, Bp., 2002
- Lakott sziget; ford. Weisz Györgyi; Metropolis Media, Bp., 2009 (Galaktika Fantasztikus Könyvek)
- Bogár a hangyabolyban; ford. Barta Gábor; Metropolis Media, Bp., 2010 (Galaktika Fantasztikus Könyvek)
- Menekülési kísérlet; ford. Weisz Györgyi; Metropolis Media, Bp., 2010 (Galaktika Fantasztikus Könyvek)
- Nyugtalanság; ford. Földeák Iván, Weisz Györgyi; Metropolis Media, Bp., 2011 (Galaktika Fantasztikus Könyvek)
- A bíborszínű felhők bolygója; ford. Földeák Iván, Weisz Györgyi; Metropolis Media, Bp., 2012 (Galaktika Fantasztikus Könyvek)
- Stalker. Piknik az árokparton; ford. Földeák Iván, átdolg. Weisz Györgyi; Metropolis Media, Bp., 2013 (Galaktika Fantasztikus Könyvek)
- Mese a Trojkáról; ford. Weisz Györgyi, Metropolis Media, Bp., 2013 (Galaktika Fantasztikus Könyvek)
- A kárhozott város; ford. Weisz Györgyi; Metropolis Media, Bp., 2014
- Hazatérés – Delelő, 22. század; ford. Sándor Gábor; Metropolis Media, Bp., 2015 (Galaktika Fantasztikus Könyvek)
- Fogadó a Halott Alpinistához. A bűnügyi regény újabb rekviemje; ford. Weisz Györgyi; Metropolis Media, Bp., 2015 (Galaktika Fantasztikus Könyvek)
- Fiú a pokolból; ford. Migray Emőd / A kölyök; ford. Apostol András, utószó Kállai Tibor; Metropolis Media, Bp., 2017 (Galaktika Fantasztikus Könyvek)
- Végállomás: Amalthea / A század ragadozó tárgyai; ford. Barta Gábor, Weisz Györgyi; Metropolis Media, Bp., 2018 (Galaktika Fantasztikus Könyvek)
- Világvége a szomszédban: A marslakók második inváziója / Egymilliárd évvel a világvége előtt; ford. Apostol András, Földeák Iván; Metropolis Media, Bp., 2018 (Galaktika Fantasztikus Könyvek)
- Nehéz istennek lenni;  ford. Gellért György; Metropolis Media, Bp., 2020 (Galaktika Fantasztikus Könyvek)

## Érdekesség
Egy 1977-ben felfedezett aszteroida róluk kapta nevét: 3054 Strugatskia.